# Інуї Такасі
Інуї Такасі (яп. 乾 貴士, нар. 2 червня 1988, Омі-Хатіман) — японський футболіст, півзахисник клубу «Сімідзу С-Палс».

## Клубна кар'єра
Народився 2 червня 1988 року в місті Омі-Хатіман.
Почав займатися футболом 1995 року, вступивши до школи «Сайсон». В 2004 році хавбек перебрався в академію «Ясу».
У дорослому футболі дебютував 2007 року виступами за клуб «Йокогама Ф. Марінос», який виступав у Джей-лізі. 10 березня гравець дебютував в офіційних матчах, але так і не зміг закріпитися в основі і був відданий в оренду до клубу другого японського дивізіону «Сересо Осака». Після завершення сезону клуб з Осаки повністю викупив контракт гравця. У сезоні 2009 року Інуї допоміг клубу повернутись до елітного дивізіону, а у наступному році — завоювати бронзові нагороди чемпіонату.
У липні 2011 року Інуі переїхав до Європи, підписавши контракт з «Бохумом», у складі якого дебютував 13 серпня в матчі другої німецької Бундесліги проти «Санкт-Паулі». Граючи у складі «Бохума» також здебільшого виходив на поле в основному складі команди.
У липні 2012 року японець підписав трирічний контракт з «Айнтрахтом», у складі якого в першому ж сезоні здобув право на участь в Лізі Європи, посівши 6 місце в чемпіонаті. Відіграв за франкфуртський клуб протягом 3 сезонів 75 матчів в Бундеслізі.
Влітку 2015 року перебрався до Іспанії, уклавши трирічну угоду з «Ейбаром». За три роки, також на умовах трирічного контракту, став гравцем клубу «Реал Бетіс».

## Виступи за збірну
20 січня 2009 року дебютував в офіційних матчах у складі національної збірної Японії, проте основним гравцем команди так і не став. 
У складі збірної був учасником розіграшу Кубка конфедерацій 2013 року у Бразилії і кубка Азії 2015 року в Австралії.
31 травня 2018 року був включений до заявки збірної на тогорічний чемпіонат світу.
| Дата       | Місто         | Господарі | Результат               | Гості         | Турнір                        | Голи | Примітки |
| ---------- | ------------- | --------- | ----------------------- | ------------- | ----------------------------- | ---- | -------- |
| 20-1-2009  | Кумамото      | Японія    | 2 – 1                   | Ємен          | Відбір до Кубка Азії 2011     | -    | 79'      |
| 6-1-2010   | Сана          | Ємен      | 2 – 3                   | Японія        | Відбір до Кубка Азії 2011     | -    | 46'      |
| 7-9-2010   | Осака         | Японія    | 2 – 1                   | Гватемала     | товариський матч              | -    | 46'      |
| 29-2-2012  | Тойота        | Японія    | 0 – 1                   | Узбекистан    | Відбір до ЧС 2014             | -    | 59'      |
| 12-10-2012 | Сен-Дені      | Франція   | 0 – 1                   | Японія        | товариський матч              | -    | 62'      |
| 16-10-2012 | Вроцлав       | Японія    | 0 – 4                   | Бразилія      | товариський матч              | -    | 46'      |
| 6-2-2013   | Кобе          | Японія    | 3 – 0                   | Латвія        | товариський матч              | -    | 62'      |
| 22-3-2013  | Доха          | Японія    | 2 – 1                   | Канада        | товариський матч              | -    | 63'      |
| 26-3-2013  | Амман         | Йорданія  | 2 – 1                   | Японія        | Відбір до ЧС 2014             | -    | 86'      |
| 30-5-2013  | Тойота        | Японія    | 0 – 2                   | Болгарія      | товариський матч              | -    | 69'      |
| 15-6-2013  | Бразиліа      | Бразилія  | 3 – 0                   | Японія        | Кубок Конфедерацій            | -    | 89'      |
| 11-10-2013 | Новий Сад     | Сербія    | 2 – 0                   | Японія        | товариський матч              | -    | 86'      |
| 14-11-2014 | Тойота        | Японія    | 6 – 0                   | Гондурас      | товариський матч              | 2    | 46'      |
| 18-11-2014 | Осака         | Японія    | 2 – 1                   | Австралія     | товариський матч              | -    | 57'      |
| 12-1-2015  | Ньюкасл       | Японія    | 4 – 0                   | Палестина     | Кубок Азії 2015 - 1-й етап    | -    | 46'      |
| 16-1-2015  | Брисбен       | Ірак      | 0 – 1                   | Японія        | Кубок Азії 2015 - 1-й етап    | -    | 63'      |
| 20-1-2015  | Мельбурн      | Японія    | 2 – 0                   | Йорданія      | Кубок Азії 2015 - 1-й етап    | -    | 48' 49'  |
| 23-1-2015  | Сідней        | Японія    | 1 – 1 д.ч. (4 - 5 п.п.) | ОАЕ           | Кубок Азії 2015 - чвертьфінал | -    | 46'      |
| 31-3-2015  | Токіо         | Японія    | 5 – 1                   | Узбекистан    | товариський матч              | -    | 63'      |
| 7-6-2017   | Тьофу         | Японія    | 1 – 1                   | Сирія         | товариський матч              | -    | 59'      |
| 31-8-2017  | Сайтама       | Японія    | 2 – 0                   | Австралія     | Відбір до ЧС 2018             | -    | 75'      |
| 6-10-2017  | Тойота        | Японія    | 2 – 1                   | Нова Зеландія | товариський матч              | -    | 70'      |
| 10-10-2017 | Йокогама      | Японія    | 3 – 3                   | Гаїті         | товариський матч              | -    | 80'      |
| 10-11-2017 | Вільнев-д'Аск | Японія    | 1 – 3                   | Бразилія      | товариський матч              | -    | 70'      |
| 14-11-2017 | Брюгге        | Бельгія   | 1 – 0                   | Японія        | товариський матч              | -    | 78'      |
| Усього     |               | Матчів    | 25                      |               | Голів                         | 2    |          |

## Титули і досягнення
- Срібний призер Кубка Азії: 2019